# مقاطعة وستر (ميسوري)
مقاطعة وستر هي مقاطعة في ميزوري، بلغ عدد سكانها 36٬202  نسمة، في 2010، عاصمتها مارشفيلد.

## الموقع
تشترك في الحدود مع:
- مقاطعة لاكليد، ميزوري.

## التقسيمات الإدارية
- مارشفيلد.

## أعلام
- دان كليمنس